# TRAPPIST-1
TRAPPIST-1, nota anche come 2MASS J23062928-0502285, è una stella nana rossa ultrafredda di classe spettrale M8, distante 39,5 anni luce dal sistema solare, osservabile nella costellazione dell'Aquario. Attraverso studi resi noti nel maggio 2016 e nel febbraio 2017 è stata annunciata la scoperta, tramite il metodo del transito, di sette esopianeti di dimensioni terrestri orbitanti attorno ad essa.

## Scoperta
La stella venne osservata per la prima volta nel 1999 da John Gizis dell'Università del Delaware nell'ambito del programma di ricerca 2MASS ricevendo la denominazione del catalogo 2MASS.

## Caratteristiche
TRAPPIST-1 è una piccola nana rossa che ha l'8% della massa del Sole, appena al di sopra del limite che le consente di innescare la fusione dell'idrogeno da convertire in elio al suo interno. La sua temperatura effettiva è di appena 2550 K, rispetto ai 5778 del Sole e il suo raggio è del 12% rispetto a quello solare.

### Età e periodo di rotazione
Nel 2016, il periodo di rotazione di TRAPPIST-1 venne misurato per la prima volta in 1,40 giorni terrestri, un periodo tipico per le nane di classe M. Le misurazioni del telescopio spaziale Kepler pubblicate nel 2017 hanno mostrato che la stella ruota invece ogni 3,295 giorni terrestri, tuttavia secondo Miles-Páez et al. questo periodo potrebbe riferirsi alla rotazione delle regioni attive piuttosto che alla rotazione stellare vera e propria. Anche successivamente al 2020, le discrepanze tra i dati ottenuti dal telescopio spaziale Spitzer e dal telescopio spaziale Kepler rimangono inspiegabili.
Non è chiara l'età della stella, in qualche pubblicazione la si è descritta come relativamente giovane (500 milioni di anni), altri studi, come quello di Luger et al. collocano la sua età compresa tra 3 e otto miliardi di anni, infine, Adam J. Burgasser e Eric E. Mamajek stimano l'età in 7,2±2,2 miliardi di anni combinando vari fattori quali l'abbondanza di litio, la velocità di rotazione, la cinematica, la metallicità e l'attività stellare. In ogni caso data la piccola massa TRAPPIST-1 vivrà molto più a lungo di una stella di tipo solare (10 miliardi di anni), rimanendo in sequenza principale anche per una decina di bilioni di anni.

### Attività
Numerose caratteristiche fotosferiche sono state rilevate su TRAPPIST-1. Possibili facule (punti luminosi) sono state osservate dal telescopio spaziale Kepler e dal telescopio spaziale Spitzer, ma alcuni dei punti luminosi di TRAPPIST-1 potrebbero essere troppo grandi per essere considerati facule, inoltre è stata trovata anche una correlazione tra le facule e la frequenza di brillamenti. Le caratteristiche fotosferiche possono introdurre imprecisioni nelle misurazioni dei suoi pianeti in quanto il loro effetto sulla luminosità di TRAPPIST-1 può portare a una sottostima della densità degli esopianeti in orbita e a stime errate del loro contenuto d'acqua. L'intensità media del campo magnetico di TRAPPIST-1 è di circa 600 G, sebbene molte delle sue proprietà non possano essere misurate direttamente. Questo intenso campo magnetico è guidato dall'attività cromosferica e può essere in grado di intrappolare le espulsioni di massa coronale.
Le stelle perdono massa a causa del vento stellare: Garraffo et al. (2017) hanno calcolato che la perdita di massa di TRAPPIST-1 è di circa 3×10−14 M⊙ all'anno, circa 1,5 volte quella del Sole, mentre Dong et al. (2018) hanno simulato le proprietà osservate di TRAPPIST-1 con una perdita di massa di 4,1×10−15 masse solari all'anno. Le proprietà del vento stellare di TRAPPIST-1 non sono determinate con precisione.

## Sistema planetario

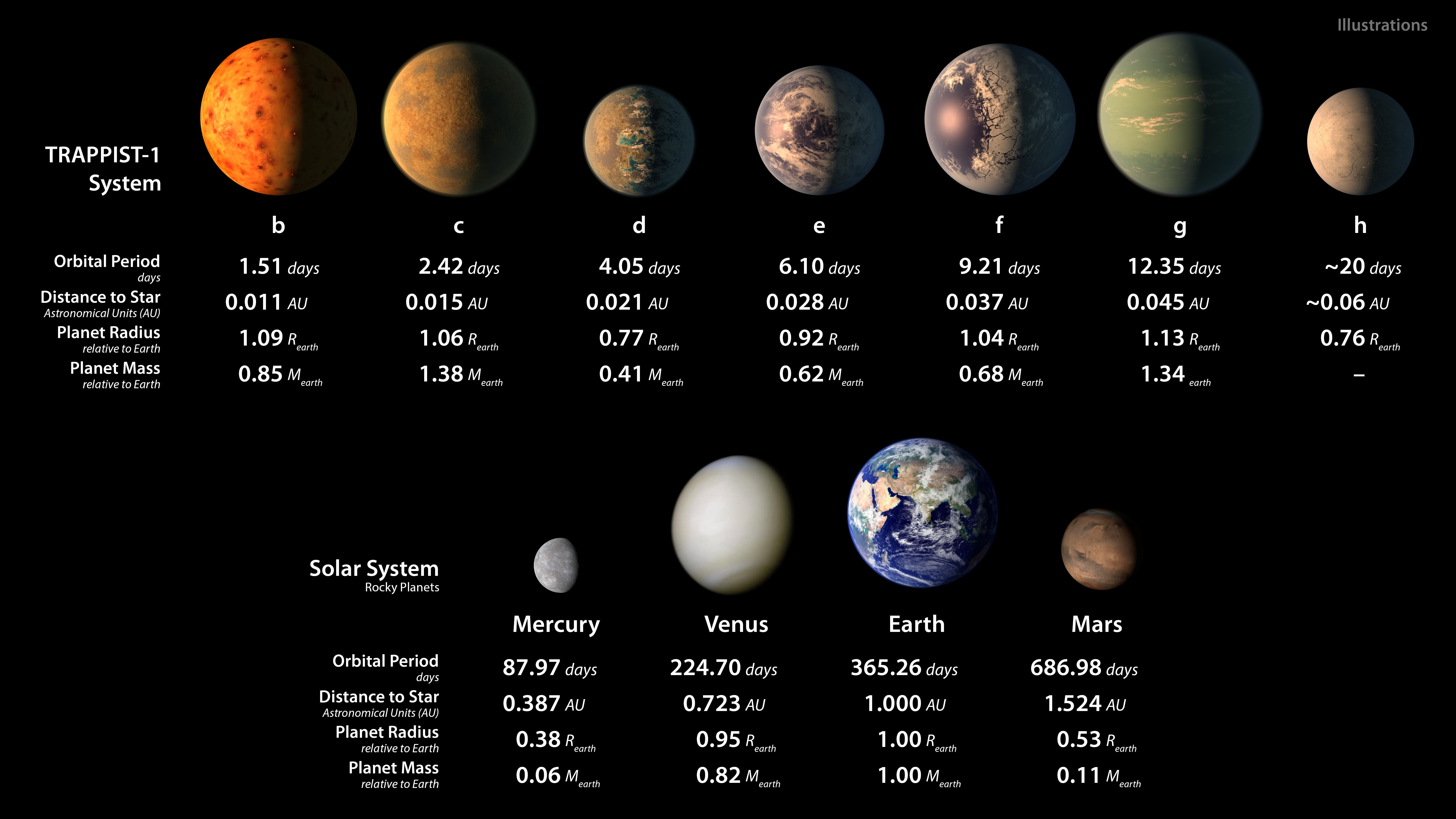
Illustrazione artistica che mostra i pianeti di TRAPPIST-1 confrontati coi pianeti rocciosi del sistema solare interno. (Credit: NASA/JPL-Caltech)

Nel 2015 un gruppo di astronomi, guidati da Michaël Gillon dell'Institut d'Astrophysique et de Géophysique presso l'Università di Liegi in Belgio, ha scoperto con il telescopio TRAPPIST dell'Osservatorio di La Silla, nel deserto di Atacama in Cile, tre esopianeti utilizzando il metodo fotometrico dei transiti. Il gruppo ha effettuato le osservazioni da settembre a dicembre 2015, e pubblicato i risultati a maggio 2016.
Il 22 febbraio 2017 la NASA ha annunciato di aver scoperto altri 4 esopianeti attorno alla stella grazie al telescopio spaziale infrarosso Spitzer, portando a 7 il numero totale dei pianeti del sistema, di cui almeno tre (e, f, g) si trovano nella zona abitabile. La configurazione planetaria di TRAPPIST-1 suggerisce che questi pianeti si siano formati in altre regioni del sistema, più lontani alla stella madre, e che solo successivamente siano migrati verso l'interno. Uno studio canadese pubblicato a maggio 2017 ha evidenziato una forte catena di risonanze orbitali che contribuisce a mantenere il sistema estremamente stabile.

### Prospetto del sistema
Segue un prospetto del sistema.
| Pianeta                                 | Massa          | Raggio   | Densità     | Periodo orb. | Sem. maggiore | Incl. orbita  |
| --------------------------------------- | -------------- | -------- | ----------- | ------------ | ------------- | ------------- |
| b                                       | 1,374±0,069 M⊕ | 1,116 r⊕ | 5,425 g/cm³ | 1,51 giorni  | 0,01154 UA    | 89,56 ± 0,23° |
| c                                       | 1,308±0,056 M⊕ | 1,097 r⊕ | 5,447 g/cm³ | 2,42 giorni  | 0,0158 UA     | 89,7 ± 0,18°  |
| d                                       | 0,388±0,012 M⊕ | 0,778 r⊕ | 4,354 g/cm³ | 4,05 giorni  | 0,0223 UA     | 89,87 ± 0,1°  |
| e                                       | 0,692±0,022 M⊕ | 0,920 r⊕ | 4,885 g/cm³ | 6,10 giorni  | 0,029 UA      | 89,736°       |
| f                                       | 1,039±0,031 M⊕ | 1,045 r⊕ | 5,009 g/cm³ | 9,21 giorni  | 0,039 UA      | 89,719°       |
| g                                       | 1,321±0,038 M⊕ | 1,129 r⊕ | 5,042 g/cm³ | 12,35 giorni | 0,047 UA      | 89,721°       |
| h                                       | 0,326±0,020 M⊕ | 0,775 r⊕ | 4,147 g/cm³ | 18,77 giorni | 0,062 UA      | 89,796°       |
| rappresentazione schematica del sistema |                |          |             |              |               |               |

## Abitabilità dei pianeti

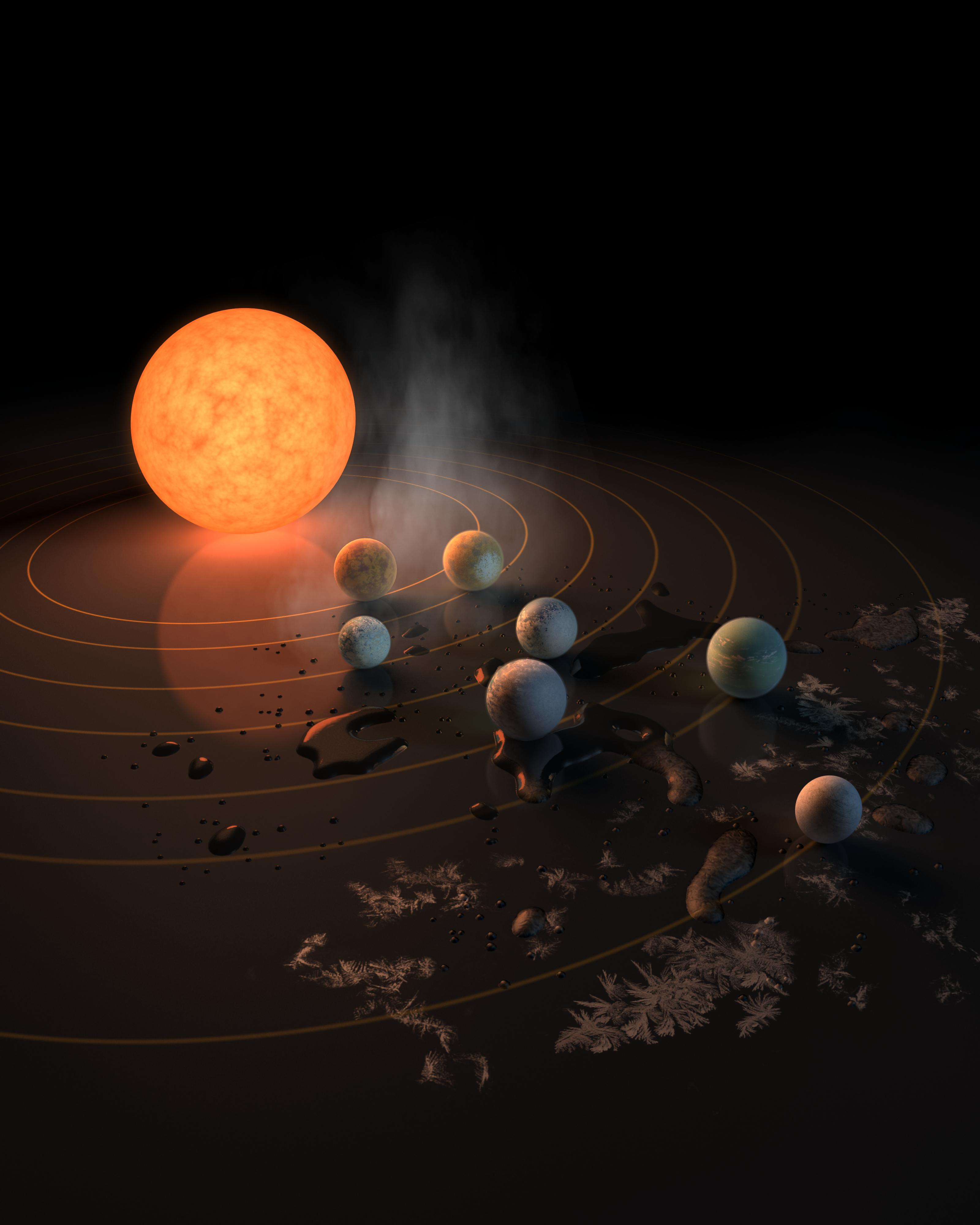
Immagine artistica del sistema di TRAPPIST-1 apparso su Nature il 23 febbraio 2017: i pianeti più esterni potrebbero avere notevoli quantità di ghiacci, come rappresentato nell'immagine.

Immagine artistica che mostra TRAPPIST-1 dalla superficie di uno dei suoi pianeti (ESO).

Come per la maggior parte dei pianeti situati nella zona abitabile di stelle nane rosse, essi sono probabilmente in rotazione sincrona, e hanno probabilmente enormi differenze di temperatura tra la faccia permanentemente illuminata (dayside) e quella permanentemente scura (nightside); per questa ragione potrebbero essere presenti dei venti molto forti intorno ai rispettivi pianeti e in tal modo la vita nelle regioni più esposte (e parimenti meno esposte) all'illuminazione della stella sarebbe praticamente impossibile, rendendo dunque i posti migliori per la vita vicino alle regioni crepuscolari, interposti tra le due facce. Inoltre un altro aspetto negativo per la presenza di vita è la variabilità intrinseca delle nane rosse, spesso soggette a brillamenti molto più violenti rispetto alle stelle di classe G come il Sole, in grado anche di spazzar via l'atmosfera di pianeti posti a così breve distanza.
Le prime stime del Planetary Habitability Laboratory dell'Università di Porto Rico ad Arecibo, indicano per TRAPPIST-1 d un indice di similarità terrestre pari a 0,90, il più alto tra i pianeti extrasolari al momento della scoperta. La temperatura di equilibrio del pianeta d però non tiene conto dell'effetto serra prodotto da un'eventuale atmosfera, è stimata essere di 264 K (-9 °C), assumendo un'albedo come quello della Terra (0,3). Anche il pianeta e ha un ESI elevato (0,86), con una temperatura di equilibrio attorno ai 230 K, mentre le temperature dei pianeti f e g sono state stimate rispettivamente di 200 e 182 K.
Il gruppo di Michaël Gillon, autore degli studi, suggerisce che i pianeti b, c e anche d (nonostante l'alto ESI), potrebbero aver sviluppato un effetto serra incontrollato, come è avvenuto nel sistema solare per Venere, che nonostante abbia una temperatura di equilibrio simile a quella terrestre, ha in realtà una temperatura superficiale di oltre 400 °C, a causa della densa atmosfera che non permette al calore che riceve dal Sole di disperdersi nello spazio.
Gli stessi autori suggeriscono che i pianeti e, f e g siano i migliori candidati in questo sistema per ospitare oceani di acqua allo stato liquido. I parametri orbitali del pianeta h non sono noti con precisione, tuttavia dovrebbe ricevere solo il 13% della radiazione che riceve la Terra dal Sole, ed è probabile che abbia una temperatura troppo bassa per consentire la vita, anche se non è escluso che un eventuale riscaldamento interno dovuto al blocco mareale possa innalzare la temperatura al punto di fusione dell'acqua.
Uno studio pubblicato nel gennaio 2018 utilizzando osservazioni effettuate con il telescopio spaziale Spitzer ha aggiornato i parametri orbitali e i raggi dei sette pianeti entro margini d'errore molto bassi. Oltre ai parametri planetari il gruppo di scienziati ha trovato anche prove di una grande e calda atmosfera attorno al pianeta più interno.
Un altro studio ha elaborato dei modelli basati sulla bassa densità dei pianeti del sistema, densità spesso associata ad un'abbondanza di gas atmosferici. Poiché i pianeti sarebbero troppo piccoli per trattenere una quantità tale di gas da giustificare il deficit di densità, dal supporto dei dati disponibili insieme all'analisi chimica della stella ne è derivato che i pianeti interni (b e c) sarebbero composti per il 15% della loro massa di acqua ed i pianeti esterni (f e g) per più del 50% della propria massa.

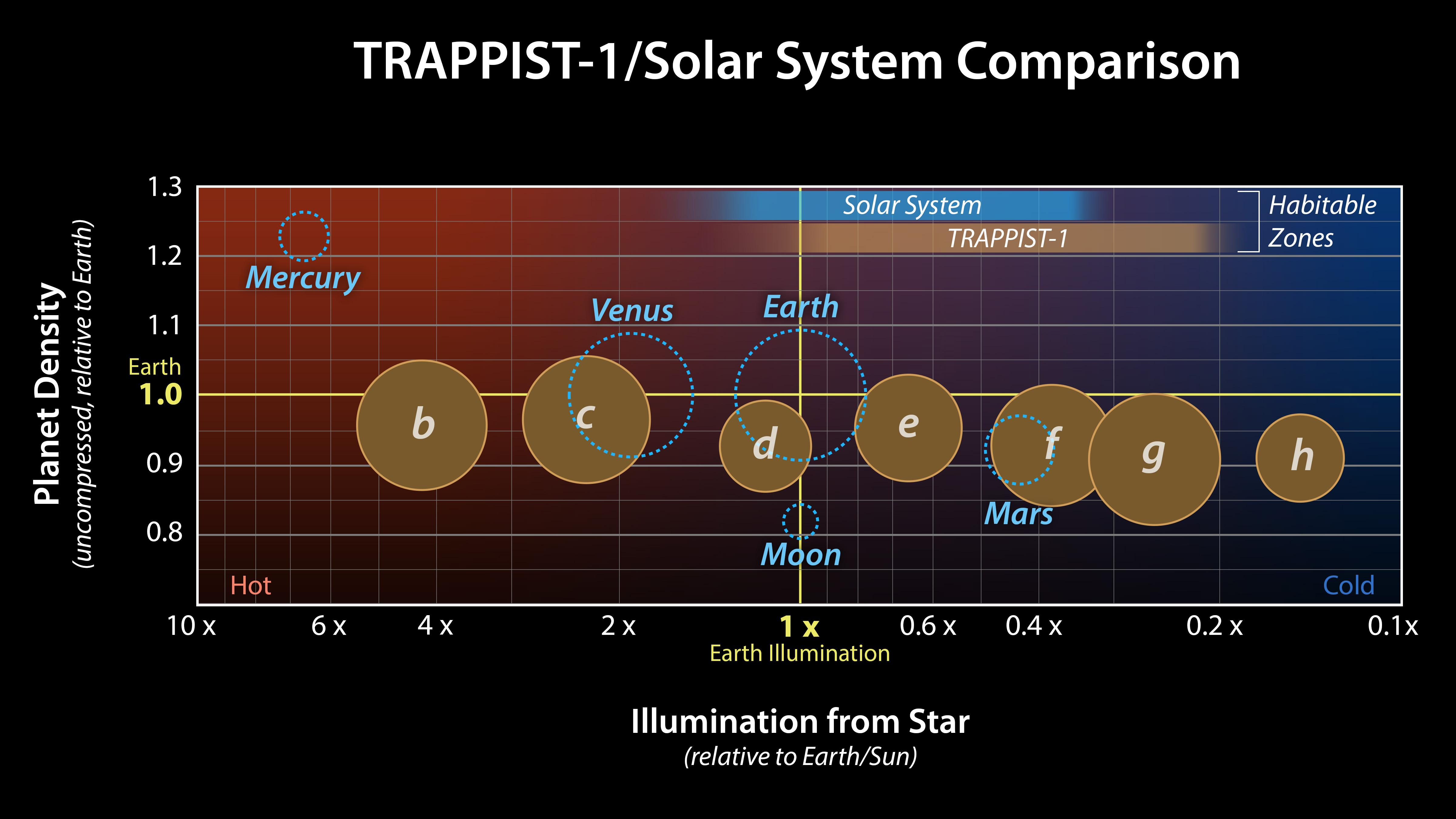
Immagine comparativa che permette di confrontare per dimensioni e densità i pianeti di TRAPPIST-1 con i pianeti rocciosi del Sistema solare. Viene inoltre mostrata l'estensione delle zone abitabili teoriche nei due sistemi.

Nel febbraio 2018 analizzando la variazione dei tempi di transito (TTV, dall'inglese Transit-timing variation), un gruppo internazionale di scienziati guidato da Simon Grimm ha stimato densità e massa dei pianeti con minimi margini d'errore. Essi suggeriscono che il pianeta più interno, b, sia di natura rocciosa e abbia un'atmosfera più spessa di quella terrestre, con un possibile effetto serra che innalzerebbe ancor più la sua temperatura, già elevata a causa della vicinanza con la stella. Il pianeta c invece avrebbe un'atmosfera meno spessa nonostante anch'esso sia completamente roccioso, mentre la massa del pianeta d è solo di un terzo rispetto a quella terrestre e potrebbe avere un'enorme quantità d'acqua in superficie sotto forma di oceani. Gli stessi autori suggeriscono che il pianeta e, il più denso, sia per dimensioni, composizione e flusso radiante che riceve, il più simile alla Terra. I pianeti f, g e h sono invece relativamente più distanti dalla stella e l'acqua presente potrebbe essere congelata in superficie, con una sottile atmosfera che probabilmente non contiene le molecole pesanti presenti nell'atmosfera terrestre, come l'anidride carbonica. Per i pianeti c,d, e ed f è stata anche esclusa un'atmosfera ricca di elementi volatili quali idrogeno ed elio, ipotesi da non scartare per il pianeta g, sul quale però non esistono ancora dati sufficienti.
Anche uno studio di Del Vecchio et al. del 2020 conferma che Trappist-1e sia quello con maggiori probabilità di essere abitabile. Analizzando vari scenari basati su diversi modelli climatici gli autori ritengono che solo i pianeti d ed e siano in grado di sviluppare una vegetazione in qualche punto della loro superficie, suggerendo che i pianeti esterni, f, g ed h siano troppo freddi e dovrebbero essere simili alla Terra a palla di neve, mentre b e c sarebbero troppo caldi per mantenere l'acqua allo stato liquido. Il pianeta e avrebbe grandi aree superficiali dove la vegetazione potrebbe crescere, e questa mitigherebbe ancor più la temperatura media globale del pianeta, rendendolo abitabile anche sul 100% della sua superficie. Il pianeta d invece avrebbe solo un'area limitata lungo i terminatori ove la vegetazione potrebbe svilupparsi, e le temperature massime (del lato diurno) e minime (dell'emisfero sempre al buio) sarebbero molto più estreme che su Trappist-1 e.

### Atmosfere planetarie
Il telescopio James Webb è l'unico strumento in grado, al 2023, di rivelare eventuali biofirme nelle atmosfere di pianeti extrasolari, come il metano, l'anidride carbonica e l'ossigeno. È stato puntato per la prima volta in direzione di TRAPPIST-1 nel dicembre 2022. L'elaborazione dei dati acquisiti necessita di diversi mesi di tempo e il primo sguardo di JWST è servito soprattutto per calibrare al meglio gli strumenti a disposizione del telescopio spaziale, per le future osservazioni. In una conferenza Björn Benneke dell'Università di Montreal, ha precisato che al momento si può solamente escludere la presenza di idrogeno ed elio nelle atmosfere dei pianeti di TRAPPIST-1, composizione tipica dei giganti gassosi.
Nel marzo 2023, osservazioni col JWST hanno consentito di misurare l'emissione termica del pianeta più interno, TRAPPIST-1 b, suggerendo che il pianeta, al contrario di quanto ipotizzato in precedenza, sia privo di un'atmosfera significativa e che la temperatura superficiale nel lato diurno sia di oltre 500 K (230 °C).
Sempre tramite osservazioni col JWST, a giugno 2023 è stato annunciato che il secondo pianeta, TRAPPIST-1 c, è privo di un'atmosfera oppure essa è talmente sottile (meno di quella di Marte) da non poter essere rilevata, e che la temperatura superficiale di questo pianeta, nell'emisfero diurno, è di 106° C.